# Црква Богородичиног Ваведења у Липљану
Црква Богородичиног Ваведења у Липљану, на Косову и Метохији, подигнута је вероватно у другој или трећој деценији 14. века и представља непокретно културно добро као споменик културе од изузетног значаја.
Повељом цара Душана после 1336. године дарована је Спасовом пиргу у Хиландару. Првобитно сликарство цркве датује се у средину XIV века, а његов ктитор је био непознати велможа.
Непосредно уз цркву је 1934. године подигнута нова црква посвећена Светим мученицима Флору и Лавру.

## Изглед
Црква је једнобродна грађевина пресведена полуобличастим сводом, са споља тространом а изнутра полукружном апсидом. Апсида је споља тространа а изнутра полукружна, а олтарски простор од наоса дели зидана олтарска преграда. Грађена је каменом у алтернацији са опеком, а фасаде су украшене плитким лезенама и слепим аркадама. Зидани иконостас надзидан је у време обнове храма у 16. веку. Тада је у западном делу грађевине подигнута још једна преграда, чиме је унутрашњост храма рашчлањена на олтарски део, наос и припрату, а порушени горњи делови цркве су обновљени. Првобитно сликарство, делимично сачувано, оштећено је и у пожару. 

Ктитор живописа, непознати велможа, насликан је на северном зиду наоса. Ово сликарство високих ликовних вредности датује се у средину 14. века. После обнове грађевине у 16. веку отпочело је осликавање цркве новим фрескама, што је с прекидима трајало све до 1621. године
У доњој зони олтарског простора цркве сачуване су фигуре светитеља из Службе архијереја. У апсиди св. Василије Велики и св. Јован Златоусти (пресликани у XVI веку), на источном зиду олтара св. Амфилохије, св. Григорије Богослов и св. Кирил Александријски. На јужном зиду су св. Власије и фигура неидентификованог архијереја, а на источној страни олтарске преграде представљени су неидентификовани архијереј и највероватније св. Сава Српски. У доњој зони северног зида сачувана је само фигура св. Спиридона.
У горњим зонама олтарског простора цркве сачувани су фрагменти Богородичине фигуре из Благовести на јужној страни источног зида, арханђео Гаврило из Благовести на северној страни источног зида и на северном зиду Визија св. Петра Александријског и Неверовање Томино.
У доњој зони наоса, у плиткој ниши северног зида налази се оштећена фреско–икона св. Николе са непознатим приложником. Од првобитног сликарства горњих зона наоса сачувано је неколико сцена из циклуса Христових страдања – Тајна вечера и Прање ногу на јужном и Пењање на крст на северном зиду, и сцена Богородичиног Успења на западном зиду наоса.
На западној страни зиданог иконостаса насликана је Богородица са Христом, два света столпника, у другој зони проширени Деизис са апостолима у порсјима. У трећој зони су Распеће и Оплакивање, а у четвртој зони Исцељење слепог и Исцељење раслабљеног, док су у врху иконостасне преграде фрагменти композиције Силазак св. Духа на апостоле. У довратницима и отворима иконостасне преграде представљене су стојеће фигуре светитеља.
Горња зона припрате цркве у Липљану готово у целости је осликана сценама из развијеног циклуса Страшног суда, који обухвата и ступце који деле припрату од наоса. У првој зони на овим ступцима су насликане фигуре Богородице са Христом, Исус Христос, арханђели Михаило и Гаврило, у другој зони св. песници Теофан и Јосиф, а у трећој зони југозападног ступца Исцељење вида Стефана Дечанског.
Новине су 1938. писале да "много година" постоје два роја пчела, у шупљинама јужног зида, до олтара, која су цркви и сељацима давала нове ројеве.
Архитектура и зидно сликарство конзервирани су 1955–1958. године, a потом и 2009-10. када су на западној фасади откривени портрети владарског пара, Душана и Јелене, на првобитном слоју малтера.
- Aerial view
- Живопис портала
- Североисточни поглед
- Јужни поглед
- Живопис полагање Христа
- Живопис распеће
- Живопис Св Јован
- Живопис апостоли Павле, Матеја и Лука
- Апостол Андреј
- Апостол Лука
- Апостол Матеј
- Архијереји цркве
- Богородица са дететом
- Страшни суд
- Свети Макарије
- Стара и нова Липљанска црква